# Bouémoutou
Bouémoutou är ett berg i Komorerna.   Det ligger i distriktet Anjouan, i den centrala delen av landet, 150 km sydost om huvudstaden Moroni. Toppen på Bouémoutou är 760 meter över havet. Bouémoutou ligger på ön Anjouan.
Terrängen runt Bouémoutou är kuperad åt sydost, men åt nordväst är den bergig. Havet är nära Bouémoutou åt sydväst.  Närmaste större samhälle är Moutsamoudou, 18,9 km nordväst om Bouémoutou. 